# Ana Pérez Saitua
Ana Pérez Arti
aga es una pedagoga española, pionera de la innovación pedagógica en España. Licenciada en Filosofía y Letras con especialidad en Filología por la Universidad de Deusto. Ha sido profesora de idiomas (español, francés e inglés) en todos los niveles educativos tanto para el sistema escolar público como para el sistema escolar subvencionado por el gobierno, la Escuela Oficial de Idiomas y para la Formación Profesional.

## Biografía
Licenciada en Filosofía y Letras, ha dedicado sus esfuerzos a la coordinación pedagógica del Grupo Educativo COAS durante 16 años, lo que le permitió dirigir a los colegios por el camino de la innovación. Coas es una organización que engloba a un total de once centros escolares en el país y en donde está implementando, además del proyecto plurilingüe, el aprendizaje cooperativo y los hábitos de la mente, de los que es experta. La relación estratégica entre el lenguaje y el pensamiento la llevó a interesarse por la Enseñanza para la Comprensión, el aprendizaje significativo, el Pensamiento Visible y las Inteligencias Múltiples, por lo que asistió a los cursos de verano del Proyecto Cero en la Universidad de Harvard. Su propósito de mejorar la educación de nuestro país y de compartir conocimiento también le lleva a impartir conferencias en las que destaca la calidad de sus exposiciones y reflexiones. Gran repercusión tuvo la que pronunció en el ICOT 2018 en Florida, donde centró su atención en el “perfil de salida del alumnado” y en el proceso de transformación que debe adoptar el profesorado.
Fue Directora de SEASKA, guardería donde se promueve e incentiva la Educación Inicial y el Esquema de Lengua Trilingüe que fue reconocido por la Consejería de Educación del Gobierno Vasco como proyecto de innovación singular que se desarrolla en los colegios del Grupo Educativo COAS (2001). Desde 2004, Pérez ocupa el cargo de Coordinadora de Educación del Grupo Educativo COAS, donde, entre otras tareas, impulsa y dinamiza el Proyecto Plurilingüe de este grupo escolar, convirtiéndolo en uno de los primeros centros del País Vasco en desarrollar e implementar este modelo lingüístico. 
Pérez Saitua es la organizadora de los cursos de formación docente de COAS y directora de 11 ediciones del Simposio anual de Docentes de COAS.
En total ha ejercido durante 42 años su vocación docente. Con 65 años se jubiló.

### International Conference On Thinking (ICOT)
El primer congreso ICOT tuvo lugar en 1982, en Fiyí. Desde entonces, cada dos años, se ha ido celebrando en diversos lugares del mundo anglosajón: Massachusetts, Honolulu, Puerto Rico, Australia, Singapur, Canadá, Nueva Zelanda, Reino Unido, Arizona, Suecia, Malasia e Irlanda del Norte. Los Congresos ICOT son el foro en que se intercambian reflexiones, conocimientos y prácticas fundamentadas en el desarrollo del pensamiento analítico, crítico y creativo para la mejora de las acciones del ser humano en todos sus ámbitos de intervención. Pérez fue delegada en ICOT-2011 (Belfast, Irlanda) y en ICOT-2013 (Wellington, Nueva Zelanda). En ICOT-2013 se le encomendó la tarea de coorganizar, en nombre del Grupo Educativo COAS, ICOT-2015 en Bilbao, del que fue codirectora. En 2015 hizo de Bilbao la capital mundial de la educación gracias a la celebración del International Conference On Thinking (ICOT). Una cita de notable prestigio en el sector, que reunió a algunos de los principales pioneros e ideólogos de los numerosos cambios que se están viviendo en las escuelas. Y un congreso que aterrizó en España gracias a la visión, el arrojo y el compromiso de Pérez Saitua que consiguió que la candidatura de Bilbao fuese elegida. 

### Metodología TBL
Conociendo el potencial valor de la metodología TBL ( Thinking Based Learning infusion) para el aprendizaje de la lengua materna y lenguas no maternas, Pérez realizó todos los talleres del National Center for Teaching Thinking (herramientas de pensamiento analítico, crítico y creativo ) además de realizar un curso de verano en la misma entidad de Boston (evaluación de las destrezas de pensamiento curriculum mapping y disposiciones mentales para el Aprendizaje). Actualmente, TBL, es uno de los Proyectos de los centros de COAS impulsa estando dicho proyecto estrechamente relacionado con los Proyectos lingüísticos de sus colegios. El TBL tiene aspectos comunes con algunas metodologías, sobre todo aquellas que favorecen el desarrollo de las competencias básicas. Se diferencia en cómo se introducen las clases, las herramientas gráficas se utilizan o en cómo se trabajan los contenidos de las asignaturas. También incluye el trabajo cooperativo en todas las unidades didácticas, que fomenta actitudes de empatía, de flexibilidad mental, de liderazgo y de emprendimiento. Sin que prácticamente el profesorado se dé cuenta, se trabajan constantemente todas esas competencias.